# Тепеиуитль

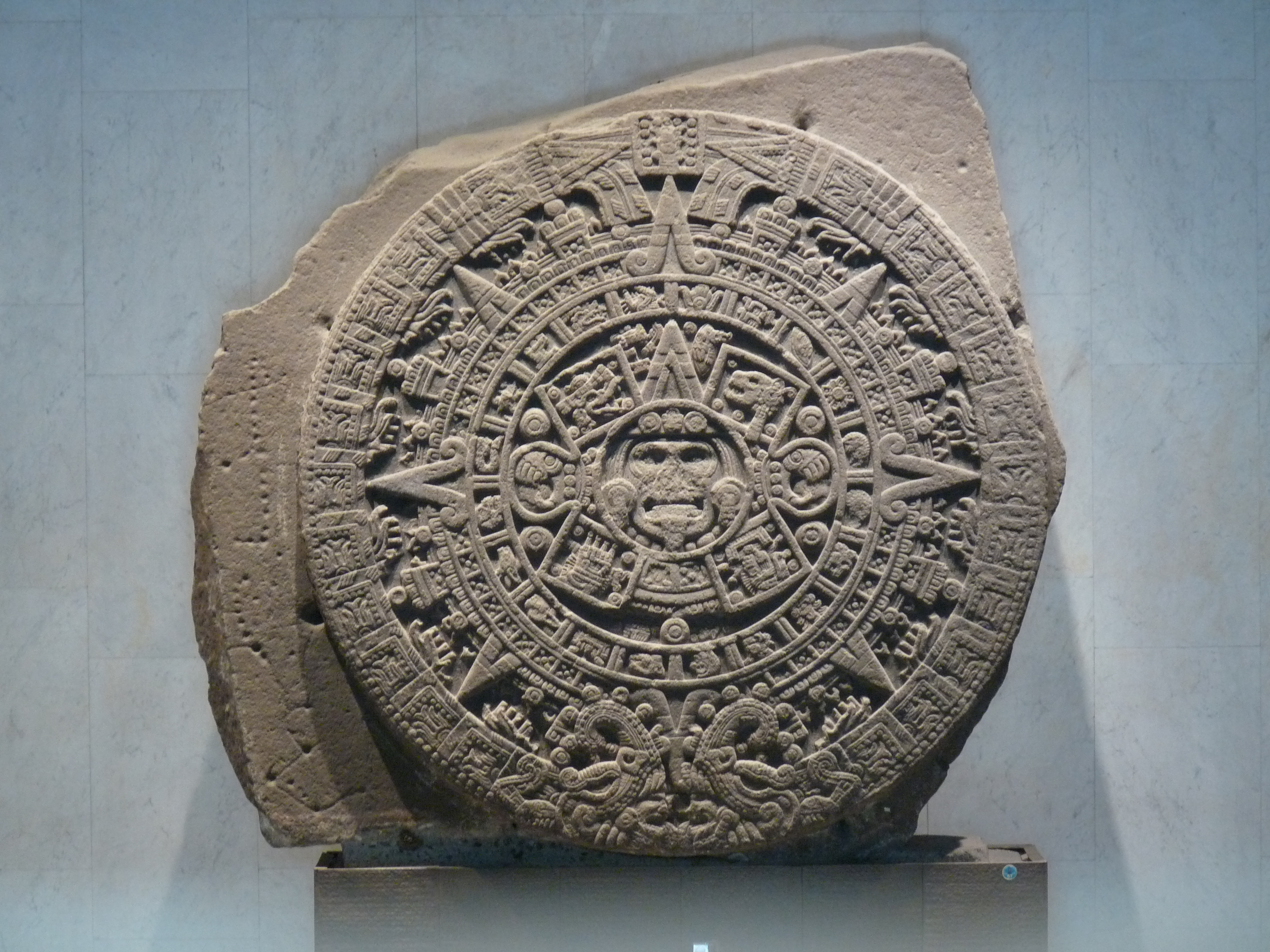
Монолит Камня Солнца, также называемый Календарём ацтеков (Национальный музей антропологии и истории, Мехико)

Тепеиуитль (аст. Tepeilhuitl, в переводе: «Пир гор») — тринадцатый двадцатидневный месяц («вейнтена») ацтекского календаря шиупоуалли, длившийся примерно с 11 по 30 октября. Также название праздника, посвящённого богу Тлалоку, каждый год проводившегося в этом месяце.

## Календарь
Календарь ацтеков состоял из двух циклов: шиупоуалли (аст. xiuhpohualli, что значит «счёт лет», соответствует хаабу у майя) и ритуального 260-дневного тональпоуалли (аст. tonalpohualli, что значит «счёт дней» или «счёт судеб», соответствует цолькину у майя). Шиупоуалли и тональпоуалли совпадали каждые 52 года, образуя так называемый «век», называвшийся «Новым Огнём». Ацтеки верили, что в конце каждого такого 52-летнего цикла миру угрожает опасность быть уничтоженным, поэтому начало нового ознаменовывалось особыми торжествами. Сто «веков», в свою очередь, составляли 5200-летнюю эру, называвшуюся «Солнцем».
365-дневный шиупоуалли состоял из 18 двадцатидневных «месяцев» (или veintenas) плюс дополнительные 5 дней в конце года. В некоторых описаниях календаря ацтеков говорится, что он также включал високосный год, который позволял календарному циклу оставаться в соответствии с одними и теми же аграрными циклами из года в год. Однако в других описаниях говорится, что високосный год был неизвестен ацтекам, и что соотношение месяцев и астрономического года со временем менялось.

## Праздник

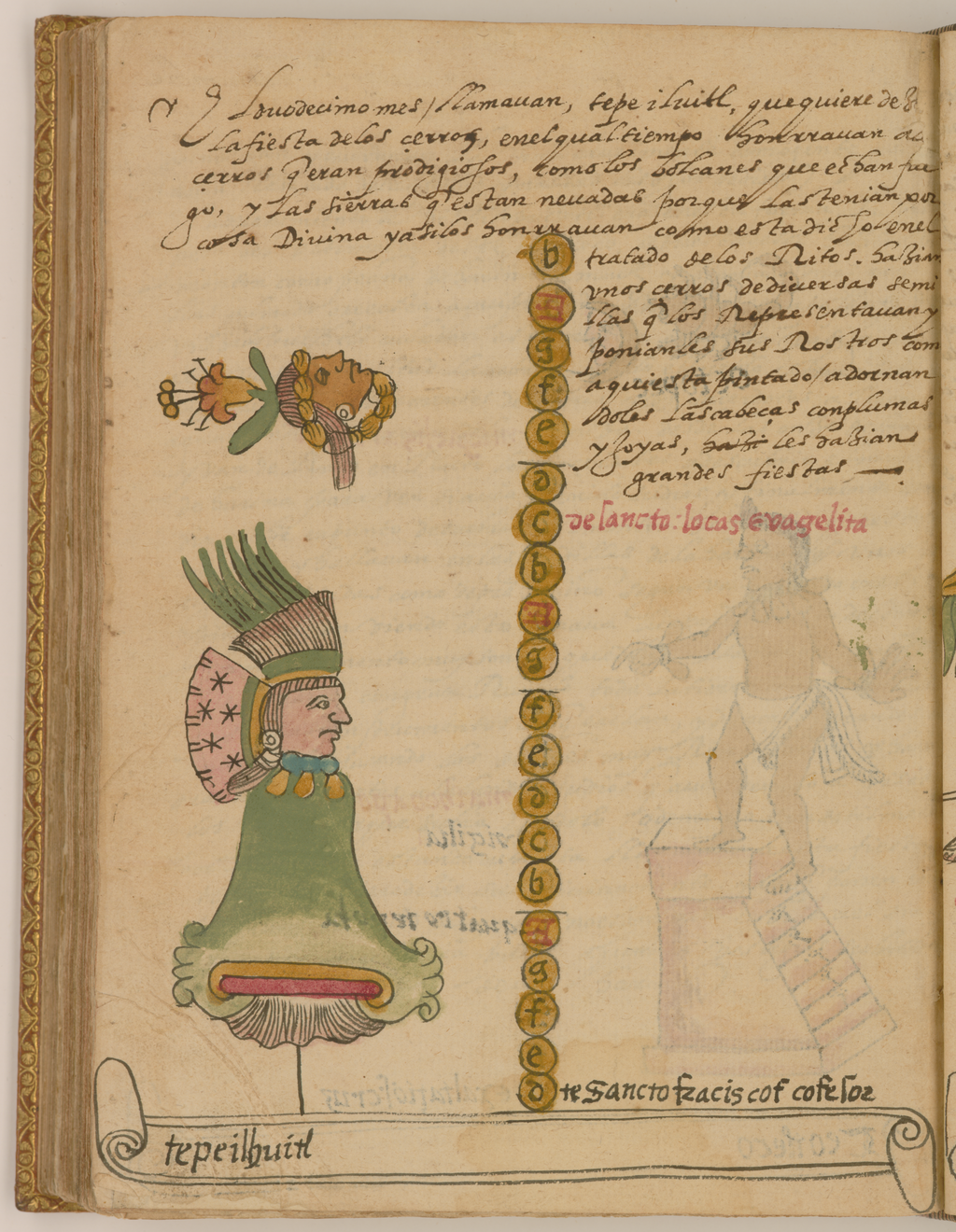
Изображение Тепеиуитля в Кодексе Товара

Тепеиуитль был месяцем празднования дождя и его создателей. Ацтеки считали, что дождь рождают горы, и особо почитали четыре горы: Гору Тлалока, Попокатепетль, Истаксиуатль и Матлалкуэй. На всех четырёх горах во время Тепеиуитля приносились жертвы Тлалоку. Для принесения в жертву божеству выбирали двух сестёр, одна из них олицетворяла голод, а другая — изобилие. После принесения жертвы происходило ритуальное поедание жертвенного мяса и амарантового теста. Большой пир устраивался в честь гор, излюбленного региона Тлалока.